# Ficus microcarpa
Espèce
Classification APG IV (2016)
Ficus microcarpa, aussi appelé "arbre de l'intendance" ou 'laurier d'Inde" ("Chinese banyan" ou "Indian laurel" en anglais), est une espèce d'arbres de la famille des Moracées, originaire d'Asie du Sud-Est et d'Océanie. Elle est couramment cultivée comme plante d'intérieur dans les régions tempérées, notamment comme bonsaï.

## Étymologie
Le nom de genre Ficus signifie "figuier" en latin. L'épithète spécifique microcarpa dérive des termes grecs μικρός (mikrós, petit) et καρπός (karpós, fruit), littéralement "à petits fruits", en référence à la petite taille de ses infrutescences,,.

## Taxonomie et nomenclature

### Type nomenclatural
L'espèce a été décrite pour la première fois par Carl von Linné le Jeune en 1782. Son type nomenclatural, qui fixe l'application du nom Ficus microcarpa L.f., est le spécimen n° 1240.19 de l'herbier de la Société linnéenne de Londres (LINN),.

### Synonymie
Les noms suivants ont pu être appliqués à l'espèce Ficus microcarpa L. f. mais ne sont pas considérés comme corrects au regard des règles de nomenclature botanique, et leur usage est donc proscrit :
- Ficus aggregata Vahl[8],[9]
- Ficus amblyphylla (Miq.) Miq[8],[10].
- Ficus cairnsii Warb[8],[10].
- Ficus condoravia Buch.-Ham[8],[9],[10].
- Ficus dahlii K. Schum[8],[11].
- Ficus dilatata Miq[8],[11].
- Ficus dyctiophleba F. Muell. ex Miq[8],[11].
- Ficus littoralis Blume[8],[9],[10]
- Ficus microcarpa var. crassifolia (W.C. Shieh) J.C. Liao[8],[10]
- Ficus microcarpa var. fuyuensis J.C. Liao[8],[10]
- Ficus microcarpa var. latifolia (Miq.) Corner[8],[12],[13]
- Ficus microcarpa var. oluangpiensis J.C. Liao[8],[10]
- Ficus microcarpa var. pusillifolia J.C. Liao[8],[10]
- Ficus naumannii Engl[8],[11].
- Ficus nitida auct. non Thunb[8],[9],[12].
- Ficus regnans Diels[8],[11]
- Ficus retusa auct. non L.[8],[9],[14],[12]
- Ficus retusa var. crassifolia W.C. Shieh[8],[10]
- Ficus retusa var. pisifera (Miq.) Miq[8],[11].
- Ficus retusiformis H. Lév[8],[9],[10].
- Ficus rubra Roth[8],[9],[10]
- Ficus thynneana F.M. Bailey[8],[11]
- Ficus thynneana var. minor Domin[8],[11]
- Urostigma accedens var. latifolia Miq[8],[12].
- Urostigma amblyphyllum Miq[8],[9],[10].
- Urostigma microcarpum (L.f.) Miq[8],[9],[15].
- Urostigma pisiferum Miq[8],[9].

### Confusion avecFicus retusaL. etFicus nitidaThunb.
L'espèce Ficus microcarpa L. f. a été largement identifiée de manière erronée comme Ficus retusa,,. Ce synonyme est noté ci-dessus "Ficus retusa auct. non L.", indiquant que le nom Ficus retusa est couramment utilisé dans un sens différent de celui prévu par Linné lorsque celui-ci a décrit et nommé l'espèce Ficus retusa L.. Cet usage est incorrect et devrait être abandonné.
Bien que l'espèce Ficus retusa L. existe, elle est bien distincte de Ficus microcarpa L. f.,, et la discrimination peut se faire notamment par la longueur du limbe foliaire. Ainsi, celui de F. retusa dépasse généralement 10 cm et peut atteindre 15 à 18 cm, alors que le limbe foliaire de F. microcarpa ne dépasse généralement pas 10 cm.
De la même manière, l'espèce a été identifiée comme Ficus nitida,, (synonyme nommé ci-dessus "Ficus nitida auct. non Thunb."), dans un sens différent de celui donné par Thunberg. Le nom Ficus nitida Thunb., tel que défini par ce dernier, est en réalité un synonyme de l'espèce Ficus benjamina L. et ne peut donc pas être appliqué à l'espèce Ficus microcarpa.
En 2017 ces confusions persistaient toujours dans le milieu horticole et parmi le grand public, et de nombreux spécimens de Ficus microcarpa continuaient à être commercialisés de manière erronée comme Ficus retusa, et parfois comme Ficus nitida.

## Description

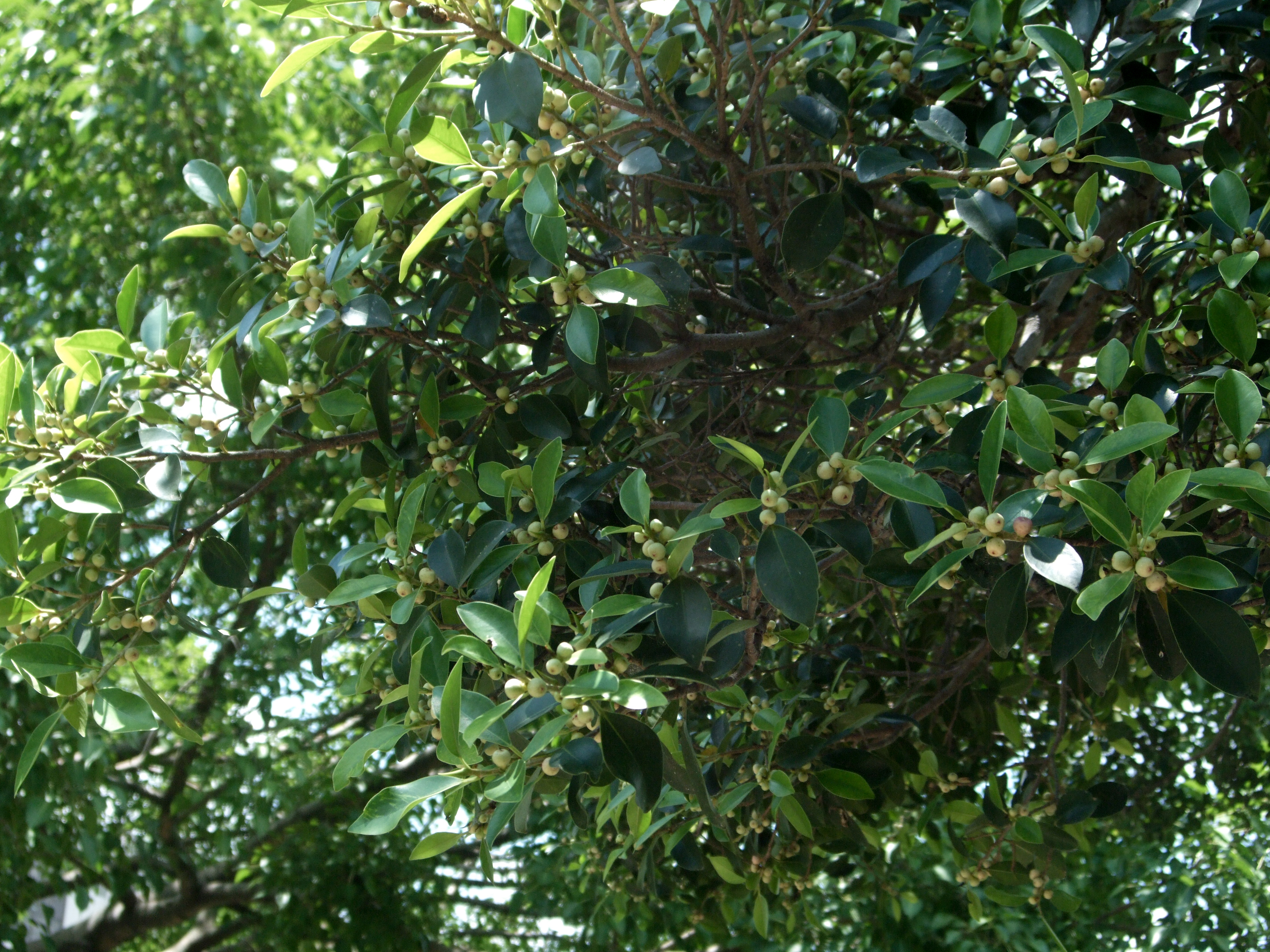
Feuilles et infrutescences d'un arbre à Taiwan.

### Appareil végétatif
Ficus microcarpa est un arbre à écorce grise,, souvent épiphyte ou hémi-épiphyte,, pouvant atteindre 20 à 30 mètres de haut dans des conditions naturelles,, avec un tronc pouvant atteindre 1 mètre de diamètre. Les branches produisent de nombreuses racines aériennes qui atteignent parfois le sol et peuvent devenir imposantes,. Les jeunes rameaux sont bruns, glabres ou légèrement pubérulents,. La stipule enveloppant les jeunes feuilles et le méristème apical est caduque et mesure de 0,5 à 1,5 cm de long,,. En se détachant lors de la croissance de la feuille suivante, elle laisse une cicatrice annulaire sur la tige.
La phyllotaxie est spiralée. Les feuilles sont glabres, coriaces et persistantes. Le pétiole mesure de 5 à 20 mm de long,. Le limbe est d'un vert sombre brillant à sa face adaxiale, à marge entière, elliptique, ovale à obovale, à base obtuse à cunéiforme et à apex plus ou moins obtus, aigu ou acuminé, et mesure généralement de 3 à 10 cm de long et de 2 à 5 cm de large. Les nervures sont généralement arrangées en une longue paire de nervures basales remontant le long de la marge et 5 à 9 paires de nervures secondaires disposées de part et d'autre de la nervure principale.

### Appareil reproducteur
L'espèce est monoïque. Comme chez toutes les espèces du genre Ficus, les inflorescences, puis les infrutescences, sont des sycones (aussi appelés figues). Ceux-ci sont axillaires, sessiles, disposés par paires sur les rameaux feuillés ou sur les anciens rameaux non feuillés,. L'inflorescence est sous-tendue par un involucre de bractées persistantes de 1,5 à 3,5 mm de longueur,. L'ostiole, d'environ 1,5 mm de diamètre, est recouvert par 3 bractées apicales de 2 à 2,5 mm de large. Le sycone renferme à la fois des fleurs mâles, des fleurs femelles et des fleurs stériles, ainsi que des poils courts peu nombreux, chaque fleur possédant 3 sépales. Les fleurs mâles sont sessiles ou subsessiles, et possèdent une étamine unique. Les fleurs femelles, sessiles, possèdent un carpelle à style court. Les fleurs stériles sont pédicellées. À maturité, les figues sont pyriformes ou presque globuleuses, mesurent de 5 à 12 mm de diamètre, et leur couleur peut varier du jaune au rose, au rouge, au pourpre ou au noir. Les fruits sont des akènes ovoïdes.

## Distribution géographique

### Aire de répartition d'origine
L'espèce est originaire du Sri Lanka, de l'Inde, du sud de la Chine, de l'Insulinde, des îles Ryūkyū, de l'Australie et de la Nouvelle-Calédonie,.

### Habitat
Ficus microcarpa est une espèce tropicale et subtropicale, qui requiert un climat chaud et une atmosphère humide. Elle peut néanmoins supporter des températures proches de 0 °C,. L'espèce est présente surtout à basse altitude,,, et ses habitats naturels incluent les forêts tropicales humides, les bords de rivières, les côtes, les marécages et les mangroves. Dans les endroits urbanisés, les arbres peuvent pousser dans des fissures, sur les murs, les bâtiments et d'autres éléments de maçonnerie,. L'espèce semble faire preuve d'une bonne tolérance à une large gamme de conditions d'humidité du sol, ainsi qu'à divers polluants des milieux urbains, dont le dioxyde de soufre, le plomb et le cadmium et le sel.

### Introduction et caractère envahissant
En dehors de son aire de répartition d'origine, l'espèce a été introduite en Afrique du Nord, en Irak et au Pakistan, au Japon et à Hawaï. En Amérique, elle a été introduite en Californie, en Floride et en Amérique Centrale et du Sud, où elle est communément cultivée comme espèce ornementale,. En Europe, l'espèce a été introduite en Sicile, où elle s'est naturalisée, et à Malte.
Bien que l'espèce soit dépendante d'insectes pollinisateurs spécifiques pour la reproduction sexuée, elle peut se naturaliser et se comporter comme une espèce envahissante dans les régions où son insecte pollinisateur a été introduit,. Ce fut le cas à Hawaï, où Eupristina verticillata a été volontairement introduite en 1938 afin de faciliter la propagation de Ficus microcarpa dans un contexte de reforestation, ce qui a conduit à la naturalisation de l'espèce et à sa dissémination rapide aux dépens de la flore indigène,. Par la suite, E. verticillata a été introduite accidentellement, entre autres, en Californie, en Floride, aux Bermudes, au Mexique, au Honduras, à San Salvador et au Brésil, favorisant ainsi la naturalisation de Ficus microcarpa dans ces régions,,.

## Biologie et écologie

### Reproduction et dissémination
Chez toutes les espèces du genre Ficus, la pollinisation est dépendante d’une relation mutualiste avec une petite guêpe de la famille des Agaonidae. Ficus microcarpa est associé de manière spécifique à la guêpe Eupristina verticillata,,,, qui est attirée par des composés volatils produits par la plante et entre dans l'inflorescence par l’ostiole pour y pondre ses œufs. La guêpe, couverte de pollen avant son entrée dans le sycone, pond dans les ovules des fleurs femelles, qui se développent alors en une petite galle et ne produisent pas de graine. Lors de la ponte, la guêpe parcourt la cavité du sycone et pollinise les fleurs femelles restantes, qui produiront alors des graines. Après éclosion des œufs, les mâles, aptères, fécondent les femelles, qui se chargent de pollen et quittent le sycone par l'ostiole,.
Après la pollinisation, un arbre peut produire jusqu'à 100 000 figues, pouvant contenir chacune 150 graines. Les figues servent de nourriture à diverses espèces de singes, de chauve-souris, et d'oiseaux, telles que Geopelia striata, qui disséminent les graines à plus ou moins longue distance dans leurs déjections,. Les akènes peuvent également être dispersés par des fourmis. Les graines peuvent ainsi être déposées et germer sur des branches d'arbres,, sur le sol, ou même sur des bâtiments,,.

### Hémiépiphytisme

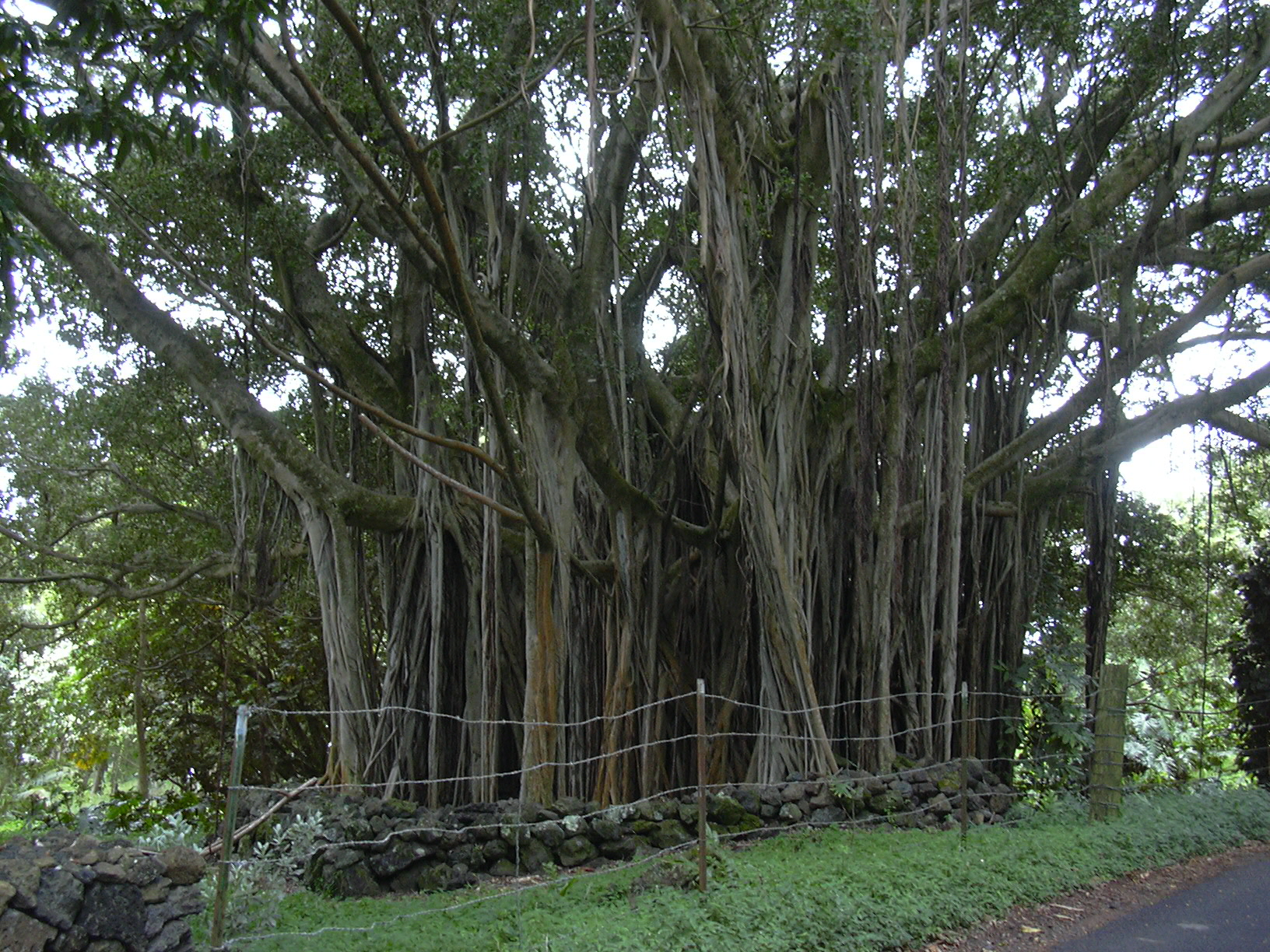
Racines aériennes

Comme chez d'autres espèces de Ficus, la graine peut germer sur les branches d'autres arbres,. La plantule commence alors sa vie comme épiphyte et produit des racines aériennes qui s'allongent et peuvent atteindre le sol. Elles grossissent alors et finissent par enserrer et "étrangler" l'arbre hôte, qui meurt et lui laisse sa place,. Lorsque les racines atteignent le sol et assurent le soutien et la nutrition de la plante, la phase épiphyte est terminée. On parle alors d'hémi-épiphytisme,.

### Maladies et parasites
Dans les régions tropicales et subtropicales, Ficus microcarpa est sensible au pourrissement des racines causé par le champignon basidiomycète Phellinus noxius.
Les insectes parasites de F. microcarpa incluent le thrip Gynaikothrips ficorum, et la guêpe Josephiella microcarpae,, qui produisent des galles sur les feuilles. La chenille du papillon Asota plana, qui se nourrit du feuillage de plusieurs espèces du genre Ficus, peut aussi faire des dégâts considérables. Le psylle Trioza brevigenae, qui provoque un enroulement des jeunes feuilles, a été signalé en Californie en 2016. Enfin, la reproduction sexuée peut être affectée par plus d'une vingtaine d'espèces de guêpes non pollinisatrices, qui déposent leurs œufs dans les ovules sans effectuer de pollinisation,. Ces guêpes parasites réduisent ainsi le nombre de graines et ont un impact négatif sur le nombre de guêpes pollinisatrices. Les guêpes non-pollinisatrices associées à Ficus microcarpa incluent Odontofroggatia galili et Walkerella microcarpae, qui ont été largement introduites dans l'aire de répartition actuelle de l'arbre.
Lorsqu'il est cultivé comme plante d'intérieur en climat tempéré, F. microcarpa est signalé comme sensible à l'acarien Tetranychus urticae, aux thrips et aux cochenilles.

## Usages

### Usages ornementaux
Ficus microcarpa est communément cultivé dans son aire de répartition actuelle comme arbre d'ornement,,. En Asie du Sud-Est, il est cultivé comme arbre d'ombrage en raison de son feuillage dense,,. Sa capacité à produire des rejets permet également de le conduire en haie ou en buisson aisément.
Dans les régions tempérées, où le climat ne permet pas sa culture en pleine terre, la plante possède aussi une importance économique comme plante d'intérieur en pot, et notamment comme bonsaï,,.

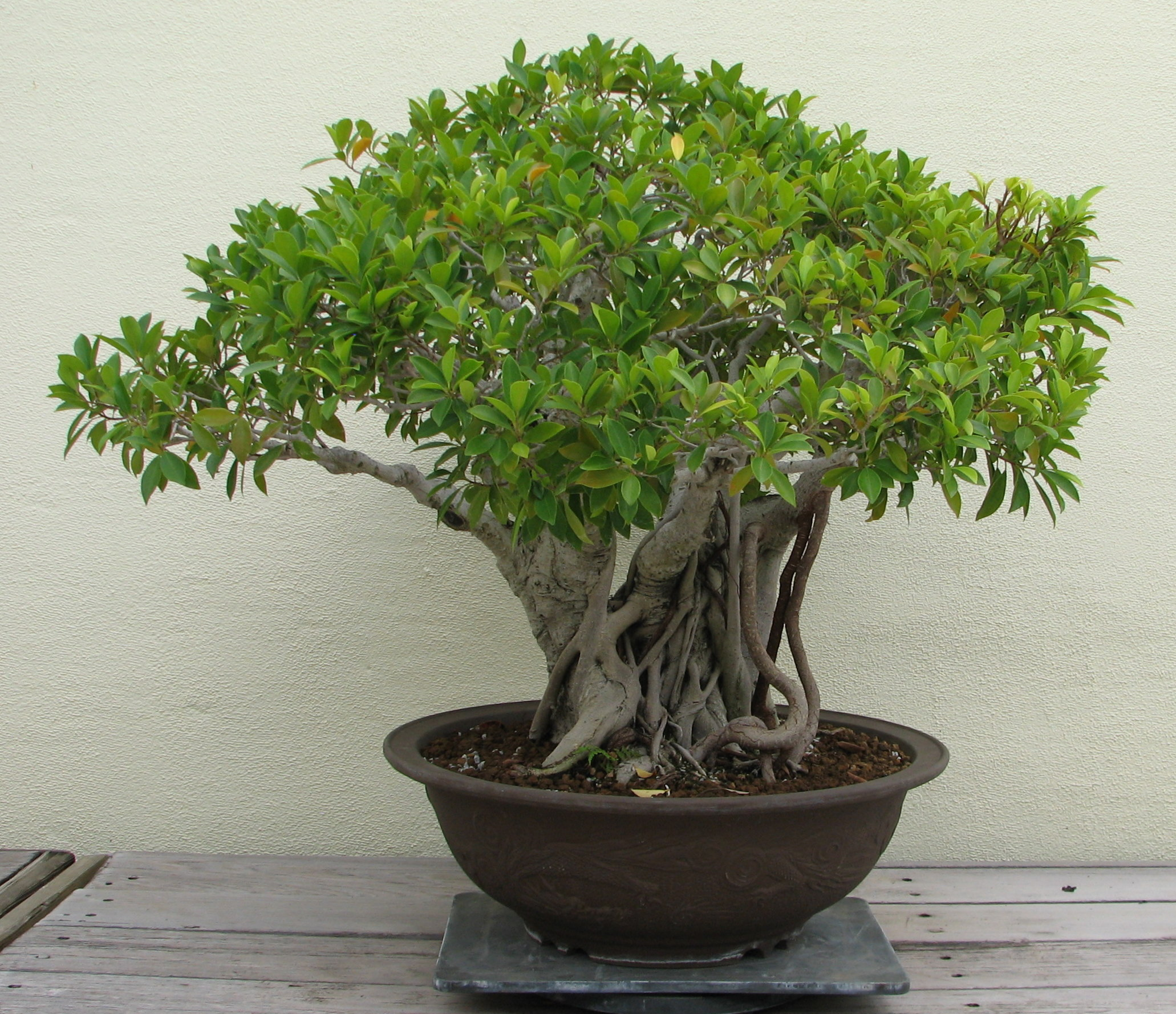
Bonsaï de Ficus microcarpa.
Bonsaï de Ficus microcarpa 'Ginseng' .

### Usages médicinaux
La plante est également utilisée en médecine traditionnelle en Inde, en Malaisie, en Chine et au Japon,. Au Japon, l'écorce, les racines aériennes et les feuilles séchées sont traditionnellement utilisées contre les douleurs et la fièvre, tandis qu'en Chine la plante est traditionnellement utilisée entre autres contre la grippe, la malaria, la bronchite et les rhumatismes.  Les propriétés pharmacologiques de Ficus microcarpa inclueraient des activités antioxydantes, antibactériennes, anticancéreuses et antidiabétiques.

### Usage en phytoremédiation
Cette espèce supportant certains sols pollués (par exemple par des métaux issus du recyclage des déchets électroniques), on l'a expérimenté pour la phytoremédiation. Elle peut contribuer à décontaminer un site pollué durant son processus végétatif, mais en accumulant alors des métaux lourds toxiques qui pourraient être relargués par le bois ou les racines mais surtout par l'écorce après la mort de l'arbre. Une expérience a consisté à transplanter un arbre préalablement contaminé sur un sol pollué vers un sol normal ; elle a montré que "Peu de métaux (cadmiums et cuivre, uniquement dans la rhizosphère, avec aussi un peu de plomb et de mercure) ont été libérés dans le sol propre environnant après la transplantation"; Des tests à plus grande échelle, avec valorisation de la biomasse polluée a été suggérée.
Sur le site de test, il aurait fallu de 4 à 93 ans pour purifier l'excès de cadmium (Cd) du sol (selon le degré de pollution des diverses parties du site) mais F. microcarpa ne se montre pas capable (ou très peu) de capter le mercure.
Il a également été suggéré que des individus de F. microcarpa plantés au bord des canaux puissent produire des racines aériennes suffisamment longues pour tremper dans l'eau et en extraire certains polluants.

### Folklore
En Asie du Sud-Est, F. microcarpa, parmi d'autres espèces, passe pour abriter des esprits, tels que le Pontianak,. En Chine, de grands figuiers peuvent être associés à des esprits bénéfiques et à l'énergie vitale ("Qi"). A Singapour, certains arbres sont associés à des lieux de culte bouddhistes et taoïstes.

## Culture

### Cultivars
Les cultivars de Ficus microcarpa incluent, entre autres:
- F. microcarpa 'Hawaii', à feuillage panaché vert, gris et blanc[38], aussi connu comme F. microcarpa 'Variegata'[4]
- F. microcarpa 'Moclame'[39], à feuilles obovales
- F. microcarpa 'Green Gem'[4],[40], résistant au thrip Gynaikothrips ficorum
- F. microcarpa 'Green Island'[4], à feuilles presque orbiculaires
- F. microcarpa 'Golden Leaves', dont les feuilles exposées à de fortes intensités lumineuses ont une couleur jaunes[41]. Cette couleur est due à un déficit en chlorophylle et en caroténoïdes dans les feuilles exposées au soleil, associé à une forte concentration en flavonoïdes[41]. Ce phénotype est associé à une forte sensibilité au phénomène de photoinhibition sous de fortes intensités lumineuses[42].

Des plants de Ficus microcarpa en pot sont produits de manière intensive puis vendus en grande distribution sous l'appellation de "Ficus Ginseng",,, en référence à leurs caudex très développés rappelant les racines du ginseng. Le nom commercial "Ficus Ginseng" n'a aucune valeur taxonomique, car il ne désigne pas une variété ou un cultivar, mais plutôt un caractère morphologique obtenu par une méthode culturale particulière,.

### Température, hygrométrie
Ficus microcarpa est un arbre tropical et subtropical adapté à des températures supérieures à 20 °C toute l'année, ce qui explique qu'il soit généralement vendu en tant que plante d'intérieur. Il peut cependant résister à des températures relativement basses, ne subissant des dommages qu'en-dessous de 0 °C,. Une hygrométrie élevée (70%-100%) est préférable et semble favoriser le développement de racines aériennes, mais l'espèce s'accommode bien des hygrométries plus basses généralement rencontrées en appartement.

### Exposition à la lumière
Bien qu'elle semble généralement résistante aux intensités lumineuses faibles des appartements, l'espèce est adaptée au plein soleil et se développe mieux dans ces conditions. En appartement, il est fréquent que l'intensité lumineuse fasse défaut, surtout en hiver, ce qui induit une chute de feuilles, un allongement des entre-nœuds et un aspect "déplumé". Il est alors préférable de le placer contre une vitre bien exposée. Si la plante a été acclimatée à des intensités lumineuses faibles, il est toutefois nécessaire de l'habituer petit à petit au plein soleil, faute de quoi des "brûlures" dues au phénomène de photoinhibition peuvent endommager les feuilles.

### Substrat et arrosage
F. microcarpa s’accommode de substrats acides ou basiques et possède une tolérance modérée à la sécheresse. En pot, il est préférable d'utiliser un substrat drainant afin que les excès d'eau puissent s'écouler et que les racines puissent respirer. Il est important que le substrat ait le temps de sécher en surface entre deux arrosages, sans quoi des problèmes de pourrissement des racines peuvent survenir.

### Multiplication
L'espèce peut être multipliée aisément par bouturage, soit dans de l'eau, soit directement dans un substrat de sable ou de terreau. Le semis est également envisageable pour les plantes produisant des fruits.

## Toxicité
Comme chez toutes les espèces du genre Ficus, la plante entière contient un latex blanc irritant, pouvant causer des réactions allergiques chez les humains et les animaux. Un contact répété avec le latex ou une projection de latex dans les yeux peut causer des irritations, alors qu'une ingestion de feuilles peut causer une intoxication chez les animaux, se traduisant par des vomissements, une diarrhée ou une hypersalivation.